# King of the Ring 1994
King of the Ring 1994 è stata la seconda edizione dell'omonimo pay-per-view prodotto dalla World Wrestling Federation. L'evento si è svolto il 19 giugno 1994 alla Baltimore Arena di Baltimora (Maryland).

## Storyline
Nel primo match di qualificazione al torneo, I.R.S. superò attraverso un roll-up agevolato dal supporto delle corde, Scott Steiner, al suo ultimo incontro in WWF. Mabel degli M.O.M batté Pierre Lafitte dei Quebeqers. Razor Ramon batté Kwang, mentre Bam Bam Bigelow superò Sparky Plugg con la sua mossa finale, la flyng headbutt. Jeff Jarrett superò Lex Luger con l'aiuto di Crush (sostituiva Mr. Perfect), battendolo per count-out. 1-2-3 Kid batté Adam Bomb con l'aiuto involontario di Kwang, che nell'intervenire per favorire quest' ultimo finì per fargli perdere il match spruzzandogli del liquido verde sul suo volto. 1-2-3 Kid schienò l'avversario con un roll-up e si qualificò ai quarti di finale. A fine match, Adam Bomb, adirato per la sconfitta, lasciò il suo manager Harvey Wippleman e diventò un face. Negli ultimi due incontri di qualificazione, Owen Hart superò Doink(sostituendo Earthquake) con l'aiuto di Jeff Jarrett. Tatanka invece batté Crush in un lumberjack match. Determinante l'ausilio di Lex Luger, che con un bionic elbow stese l'ex Demolition permettendo al nativo americano di qualificarsi. Luger si vendicò così dell'affronto subito durante l'incontro con Jarrett dove l'intervento di Crush gli costò il match e la qualificazione. 
Si delinearono così gli incontri in vista dei quarti, nonché fasi finali del torneo: I.R.S. vs. Mabel, Razor Ramon vs. Bam Bam Bigelow, Jeff Jarrett vs. 1-2-3 Kid, e Owen Hart vs. Tatanka.
Nel pay per view furono stipulati anche due match titolati: il campione WWF Bret Hart contro quello intercontinenatale Diesel, con Shawn Michaels a supporto. Per i titoli di coppia gli Headshrinkers, detentori delle cinture, affrontarono i clienti di Mr. Fuji Crush e Yokozuna. 
Diesel era diventato campione intercontinentale venti giorni dopo WrestleMania X battendo Razor Ramon. In caso di vittoria contro Bret Hart, campione del titolo massimo in WWF, avrebbe dovuto rinunciare all' intercontinentale, di cui era detentore. Il primo confronto tra i due campioni si ottenne al momento di firmare il contratto per il match dinanzi a Jerry "The King" Lawler. Kevin Nash stese il campione WWF con la sua jacknife dopo che entrambi i lottatori firmarono il contratto.

## Evento

### Quarti di Finale
Nel primo incontro I.R.S. passò il turno superando Mabel. Schyster approfittò di un errore dell'avversario dalla seconda corda per poterlo schienare ed approdare alle semifinali. Razor Ramon vinse in modo alquanto simile contro Bam Bam Bigelow dopo che questi sbagliò un moonsault dalla terza corda. Owen Hart batté Tatanka aggrappandosi alla terza corda mentre eseguiva un roll-up su di lui. L'arbitro non vide la scorrettezza. 1-2-3 Kid vinse Jeff Jarrett con l'interferenza a suo favore di Doink.

### Champion vs. Champion Match
Per ottemperare eventuali interferenze di Shawn Michaels durante il suo duro incontro con Diesel, Bret Hart chiamò al suo fianco Jim "The Anvil" Neidhart, cognato nonché ex tag team partner ai tempi in cui faceva coppia con egli nella Hart Foundation. Match difficile per l'imponente altezza e potenza dell'avversario, Hart rischiò di perderlo dopo aver subito la Jacknife da parte di Diesel. Neidhart intervenne durante il conteggio facendo scattare la squalifica, ma permise al suo ex compagno di coppia di mantenere la cintura.

### Semifinali
Razor Ramon ed I.R.S. si riaffrontarono di nuovo dopo una lunga faida che li ha visti contro ed il match disputato alla Royal Rumble, con il titolo intercontinentale in quel momento in palio. Razor superò l'avversario proprio come in quell' occasione attraverso la sua mossa finale, la Razor's Edge. Passò il turno balzando in finale Owen Hart, che in un match tecnico sorpassò 1-2-3 Kid con la Sharpshooter.

### Tag Team Titles Match
Gli Headshrinkers mantennero i titoli di coppia contro il duo Crush-Yokozuna grazie all' intervento di Lex Luger, che distrasse Crush durante l'incontro. 

### Finale
Owen Hart batté Razor Ramon. Determinante l'intervento a suo favore di Jim Neidhart. Durante il match, Anvil stese con un braccio teso Razor fuori dal ring consentendo ad Owen di chiudere l'incontro con un volo con gomito dalla terza corda. The Rocket vinse così l'edizione del torneo. Iniziò a farsi chiamare da quel momento  "King of the Heart" (re dei cuori) e puntò al titolo WWF detenuto dal fratello, che aveva già sconfitto a WrestleMania X. Jim Neidhart sceglie la parte in cui schierarsi nella faida tra i due fratelli, Owen.
Chiude il PPV Roddy Piper, che batté Jerry Lawler via sleeperhold.

## Risultati
| #  | Match | Stipulazioni                                   | Durata |
| -- | --- | ---------------------------------------------- | ------ |
| 1  | Razor Ramon ha sconfitto Bam Bam Bigelow                                                                   | King of the Ring Quarter-Final match           | 08:24  |
| 2  | Irwin R. Schyster ha sconfitto Mabel (con Oscar)                                                           | King of the Ring Quarter-Final match           | 05:34  |
| 3  | Owen Hart ha sconfitto Tatanka                                                                             | King of the Ring Quarter-Final match           | 08:18  |
| 4  | The 1-2-3 Kid ha sconfitto Jeff Jarrett                                                                    | King of the Ring Quarter-Final match           | 04:39  |
| 5  | Diesel (con Shawn Michaels) ha sconfitto Bret Hart (c) (con Jim Neidhart) per squalifica                   | Single match per il WWF Championship           | 22:51  |
| 6  | Razor Ramon ha sconfitto Irwin R. Schyster (con Ted DiBiase)                                               | King of the Ring Semi-Final match              | 05:13  |
| 7  | Owen Hart ha sconfitto The 1-2-3 Kid                                                                       | King of the Ring Semi-Final match              | 03:37  |
| 8  | The Headshrinkers (Samu e Fatu) (c) (con Lou Albano e Afa) hanno sconfitto Crush e Yokozuna (con Mr. Fuji) | Tag team match per i WWF Tag Team Championship | 09:16  |
| 9  | Owen Hart ha sconfitto Razor Ramon                                                                         | King of the Ring Final match                   | 06:35  |
| 10 | Roddy Piper ha sconfitto Jerry Lawler                                                                      | Single match                                   | 12:30  |

### Struttura del torneo
|  | Ottavi di finale 9 maggio-13 giugno (Raw) | Ottavi di finale 9 maggio-13 giugno (Raw) | Ottavi di finale 9 maggio-13 giugno (Raw) |                   |                   | Quarti di finale 19 giugno (King of the Ring) | Quarti di finale 19 giugno (King of the Ring) | Quarti di finale 19 giugno (King of the Ring) |  |  | Semifinali 19 giugno (King of the Ring) | Semifinali 19 giugno (King of the Ring) | Semifinali 19 giugno (King of the Ring) |  |  | Finale 19 giugno (King of the Ring) | Finale 19 giugno (King of the Ring) | Finale 19 giugno (King of the Ring) |  |
|  |                                           |                                           |                                           |                   |                   |                                               |                                               |                                               |  |  |                                         |                                         |                                         |  |  |                                     |                                     |                                     |  |
|  | Kwang                                     | Kwang                                     | Schienamento                              |                   |                   |                                               |                                               |                                               |  |  |                                         |                                         |                                         |  |  |                                     |                                     |                                     |  |
|  | Kwang                                     | Kwang                                     | Schienamento                              |                   |                   |                                               |                                               |                                               |  |  |                                         |                                         |                                         |  |  |                                     |                                     |                                     |  |
|  | Razor Ramon                               | Razor Ramon                               | 09:42                                     |                   |                   |                                               |                                               |                                               |  |  |                                         |                                         |                                         |  |  |                                     |                                     |                                     |  |
|  | Razor Ramon                               | Razor Ramon                               | 09:42                                     |                   | Razor Ramon       | Razor Ramon                                   | Schienamento                                  |                                               |  |  |                                         |                                         |                                         |  |  |                                     |                                     |                                     |  |
|  |                                           |                                           |                                           |                   | Razor Ramon       | Razor Ramon                                   | Schienamento                                  |                                               |  |  |                                         |                                         |                                         |  |  |                                     |                                     |                                     |  |
|  |                                           |                                           | Bam Bam Bigelow                           | Bam Bam Bigelow   | 08:24             |                                               |                                               |                                               |  |  |                                         |                                         |                                         |  |  |                                     |                                     |                                     |  |
|  | Bam Bam Bigelow                           | Bam Bam Bigelow                           | Bam Bam Bigelow                           | Bam Bam Bigelow   | 08:24             | Schienamento                                  |                                               |                                               |  |  |                                         |                                         |                                         |  |  |                                     |                                     |                                     |  |
|  | Bam Bam Bigelow                           | Bam Bam Bigelow                           |                                           |                   |                   |                                               |                                               |                                               |  |  |                                         |                                         |                                         |  |  |                                     |                                     |                                     |  |
|  | Sparky Plugg                              | Sparky Plugg                              | 06:28                                     |                   |                   |                                               |                                               |                                               |  |  |                                         |                                         |                                         |  |  |                                     |                                     |                                     |  |
|  | Sparky Plugg                              | Sparky Plugg                              | 06:28                                     |                   | Razor Ramon       | Razor Ramon                                   | Schienamento                                  |                                               |  |  |                                         |                                         |                                         |  |  |                                     |                                     |                                     |  |
|  |                                           |                                           |                                           |                   |                   |                                               |                                               |                                               |  |  |                                         |                                         |                                         |  |  |                                     |                                     |                                     |  |
|  |                                           |                                           | Irwin R. Schyster                         | Irwin R. Schyster | 05:13             |                                               |                                               |                                               |  |  |                                         |                                         |                                         |  |  |                                     |                                     |                                     |  |
|  | Irwin R. Schyster                         | Irwin R. Schyster                         | Irwin R. Schyster                         | Irwin R. Schyster | 05:13             | Schienamento                                  |                                               |                                               |  |  |                                         |                                         |                                         |  |  |                                     |                                     |                                     |  |
|  | Irwin R. Schyster                         | Irwin R. Schyster                         |                                           |                   |                   |                                               |                                               |                                               |  |  |                                         |                                         |                                         |  |  |                                     |                                     |                                     |  |
|  | Scott Steiner                             | Scott Steiner                             | 06:51                                     |                   |                   |                                               |                                               |                                               |  |  |                                         |                                         |                                         |  |  |                                     |                                     |                                     |  |
|  | Scott Steiner                             | Scott Steiner                             | 06:51                                     |                   | Irwin R. Schyster | Irwin R. Schyster                             | Schienamento                                  |                                               |  |  |                                         |                                         |                                         |  |  |                                     |                                     |                                     |  |
|  |                                           |                                           |                                           |                   | Irwin R. Schyster | Irwin R. Schyster                             | Schienamento                                  |                                               |  |  |                                         |                                         |                                         |  |  |                                     |                                     |                                     |  |
|  |                                           |                                           | Mabel                                     | Mabel             | 05:34             |                                               |                                               |                                               |  |  |                                         |                                         |                                         |  |  |                                     |                                     |                                     |  |
|  | Mabel                                     | Mabel                                     | Mabel                                     | Mabel             | 05:34             | Schienamento                                  |                                               |                                               |  |  |                                         |                                         |                                         |  |  |                                     |                                     |                                     |  |
|  | Mabel                                     | Mabel                                     |                                           |                   |                   |                                               |                                               |                                               |  |  |                                         |                                         |                                         |  |  |                                     |                                     |                                     |  |
|  | Pierre Ouellet                            | Pierre Ouellet                            | 02:57                                     |                   |                   |                                               |                                               |                                               |  |  |                                         |                                         |                                         |  |  |                                     |                                     |                                     |  |
|  | Pierre Ouellet                            | Pierre Ouellet                            | 02:57                                     |                   | Razor Ramon       | Razor Ramon                                   | Schienamento                                  |                                               |  |  |                                         |                                         |                                         |  |  |                                     |                                     |                                     |  |
|  |                                           |                                           |                                           |                   |                   |                                               |                                               |                                               |  |  |                                         |                                         |                                         |  |  |                                     |                                     |                                     |  |
|  |                                           |                                           | Owen Hart                                 | Owen Hart         | 06:35             |                                               |                                               |                                               |  |  |                                         |                                         |                                         |  |  |                                     |                                     |                                     |  |
|  | Doink the Clown                           | Doink the Clown                           | Owen Hart                                 | Owen Hart         | 06:35             | Schienamento                                  |                                               |                                               |  |  |                                         |                                         |                                         |  |  |                                     |                                     |                                     |  |
|  | Doink the Clown                           | Doink the Clown                           |                                           |                   |                   |                                               |                                               |                                               |  |  |                                         |                                         |                                         |  |  |                                     |                                     |                                     |  |
|  | Owen Hart                                 | Owen Hart                                 | 10:43                                     |                   |                   |                                               |                                               |                                               |  |  |                                         |                                         |                                         |  |  |                                     |                                     |                                     |  |
|  | Owen Hart                                 | Owen Hart                                 | 10:43                                     |                   | Owen Hart         | Owen Hart                                     | Schienamento                                  |                                               |  |  |                                         |                                         |                                         |  |  |                                     |                                     |                                     |  |
|  |                                           |                                           |                                           |                   | Owen Hart         | Owen Hart                                     | Schienamento                                  |                                               |  |  |                                         |                                         |                                         |  |  |                                     |                                     |                                     |  |
|  |                                           |                                           | Tatanka                                   | Tatanka           | 08:18             |                                               |                                               |                                               |  |  |                                         |                                         |                                         |  |  |                                     |                                     |                                     |  |
|  | Crush                                     | Crush                                     | Tatanka                                   | Tatanka           | 08:18             | Schienamento                                  |                                               |                                               |  |  |                                         |                                         |                                         |  |  |                                     |                                     |                                     |  |
|  | Crush                                     | Crush                                     |                                           |                   |                   |                                               |                                               |                                               |  |  |                                         |                                         |                                         |  |  |                                     |                                     |                                     |  |
|  | Tatanka                                   | Tatanka                                   | 17:08                                     |                   |                   |                                               |                                               |                                               |  |  |                                         |                                         |                                         |  |  |                                     |                                     |                                     |  |
|  | Tatanka                                   | Tatanka                                   | 17:08                                     |                   | Owen Hart         | Owen Hart                                     | Sottomissione                                 |                                               |  |  |                                         |                                         |                                         |  |  |                                     |                                     |                                     |  |
|  |                                           |                                           |                                           |                   |                   |                                               |                                               |                                               |  |  |                                         |                                         |                                         |  |  |                                     |                                     |                                     |  |
|  |                                           |                                           | The 1–2–3 Kid                             | The 1–2–3 Kid     | 03:37             |                                               |                                               |                                               |  |  |                                         |                                         |                                         |  |  |                                     |                                     |                                     |  |
|  | The 1–2–3 Kid                             | The 1–2–3 Kid                             | The 1–2–3 Kid                             | The 1–2–3 Kid     | 03:37             | Schienamento                                  |                                               |                                               |  |  |                                         |                                         |                                         |  |  |                                     |                                     |                                     |  |
|  | The 1–2–3 Kid                             | The 1–2–3 Kid                             |                                           |                   |                   |                                               |                                               |                                               |  |  |                                         |                                         |                                         |  |  |                                     |                                     |                                     |  |
|  | Adam Bomb                                 | Adam Bomb                                 | 05:13                                     |                   |                   |                                               |                                               |                                               |  |  |                                         |                                         |                                         |  |  |                                     |                                     |                                     |  |
|  | Adam Bomb                                 | Adam Bomb                                 | 05:13                                     |                   | The 1–2–3 Kid     | The 1–2–3 Kid                                 | Schienamento                                  |                                               |  |  |                                         |                                         |                                         |  |  |                                     |                                     |                                     |  |
|  |                                           |                                           |                                           |                   | The 1–2–3 Kid     | The 1–2–3 Kid                                 | Schienamento                                  |                                               |  |  |                                         |                                         |                                         |  |  |                                     |                                     |                                     |  |
|  |                                           |                                           | Jeff Jarrett                              | Jeff Jarrett      | 04:39             |                                               |                                               |                                               |  |  |                                         |                                         |                                         |  |  |                                     |                                     |                                     |  |
|  | Jeff Jarrett                              | Jeff Jarrett                              | Jeff Jarrett                              | Jeff Jarrett      | 04:39             | Count-out                                     |                                               |                                               |  |  |                                         |                                         |                                         |  |  |                                     |                                     |                                     |  |
|  | Jeff Jarrett                              | Jeff Jarrett                              |                                           |                   |                   |                                               |                                               |                                               |  |  |                                         |                                         |                                         |  |  |                                     |                                     |                                     |  |
|  | Lex Luger                                 | Lex Luger                                 | 06:52                                     |                   |                   |                                               |                                               |                                               |  |  |                                         |                                         |                                         |  |  |                                     |                                     |                                     |  |